# Antiotrema
- Commons
- Wikispecies

Antiotrema é um gênero de plantas pertencente à família Boraginaceae. Inclui apenas a espécie Antiotrema dunnianum (Diels) Hand.-Mazz.